# Ingeborg Schöner
Ingeborg Schöner (n. 2 iulie 1935, Wiesbaden) este o actriță germană.

## Date biografice
După absolvirea gmnaziului, Ingeborg a studiat filologia și a lucrat în perioada studiului ca fotomodel. După temnarea dramaturgiei a jucat roluri în pise de teatru în München, Berlin și Neuss. Prin anii 1950 primește mai multe oferte de a juca în filme italiene, franceze și americane. În 1954 joacă în câteva filme germane, rolul unor fete cuminți și serioase. În schimb în filmele internaționale ea prezentat rolul unei femei cu temperament. Între anii 1970 - 1980 joacă mai ales în filme TV, iar între 1980 - 2008 poate fi văzută în serialul SOKO 5113. Din viața privată ea este divorțată de regizorul Georg Marischka, cu care a are două fiice, una dintre ele fiind actrița Nicole.

## Filmografie (selectată)
- 1954: Der schweigende Engel
- 1955: Der dunkle Stern
- 1955: Der Hauptmann und sein Held
- 1955: Du mein stilles Tal
- 1956: Der erste Frühlingstag
- 1956: Die Stimme der Sehnsucht
- 1956: Herrscher ohne Krone
- 1957: Rendezvous in Rom
- 1957: Der Korsar vom roten Halbmond
- 1958: Veneția, luna și tu (Venezia, la luna e tu), regia Dino Risi
- 1958: Adorabile și mincinoase (Adorabili e bugiarde), regia Nunzio Malasomma
- 1959: Die nach Liebe hungern (Les Dragueurs), regia Jean-Pierre Mocky
- 1959 Vaca și prizonierul (La Vache et le prisonnier), regia: Henri Verneuil
- 1959: Liebe verboten – Heiraten erlaubt
- 1959: Menschen im Netz
- 1959: Heimat, deine Lieder
- 1960: Soldatensender Calais
- 1960: Ich zähle täglich meine Sorgen
- 1960: Weit ist der Weg
- 1960: Das große Wunschkonzert
- 1961: Bankraub in der Rue Latour
- 1961: Saison in Salzburg
- 1962: Waldrausch
- 1962: Das süße Leben des Grafen Bobby
- 1962 Cartea de la San Michele (Axel Munthe, der Arzt von San Michele), regia: Georg Marischka
- 1963: Im singenden Rössel am Königssee
- 1964: Wenn das die Männer wüßten
- 1964: Das war Buffalo Bill
- 1964: Das Geheimnis der Lederschlinge
- 1964: ...und sowas muß um 8 ins Bett
- 1965: An der Donau, wenn der Wein blüht
- 1965: Die richtige Frau im falschen Bett
- 1965: Der Abenteurer von Tortuga
- 1965: Das Vermächtnis des Inka
- 1966: Sperrbezirk
- 1967: Ich spreng euch alle in die Luft – Inspektor Blomfields Fall Nr. 1
- 1968: Peter und Sabine
- 1969: Hexen bis aufs Blut gequält
- 1969: Fegefeuer
- 1972: Über Nacht
- 1972: Kopf oder Zahl
- 1972: Tod eines Fremden
- 1972: Strandgut (Serial Tatort)
- 1973: Georgies tollkühne Abenteuer
- ab 1980: SOKO 5113 (Serial)
- 1983: Die Supernasen
- 1992: Kein teurer Toter (Serial Derrick)
- 2008: Die Akte Göttmann (Serial SOKO 5113)